# Recently
Recently – minialbum koncertowy [EP] zespołu Dave Matthews Band. Album zawiera materiał nagrany podczas koncertów z Timem Reynoldsem w The Birchmere w Alexandrii, (Wirginia) – (21 lutego 1994), jak również nagrania dokumentujące występ grupy w rodzinnym Charlottesville (Wirginia) – (21 lutego 1994).

## OryginalnaEP
1. "Recently" – 3:53
2. "Dancing Nancies" – 5:54
3. "Warehouse" – 5:10
4. "All Along the Watchtower" (Dylan) – 7:03
5. "Halloween" – 6:30

## Promocyjna EP
1. "Recently" (Radio Edit) – 3:31
2. "Ants Marching" (Radio Edit) – 4:36
3. "Tripping Billies" (Remember Two Things Radio Edit) – 4:45
4. "The Song That Jane Likes" (Radio Edit) – 3:23